# Subh
Subh umm Walad, também conhecida apenas como Subh, que nas crónicas cristãs é chamada Aurora, (Reino de Pamplona, c. década de 940) – Córdova, 11 de dezembro de 999) foi uma jariya (escrava) de origem navarra ou basca (daí também ser conhecida como "a vascona" ou al-Baskunsiyya em árabe) que foi a concubina favorita do califa de Córdova Aláqueme II, dominou a vida cortesã na Medina Azara (a cidade palaciana onde estava instalada a corte) e teve uma grande influência política no califado cordovês durante a segunda metade do século X.

## Origens

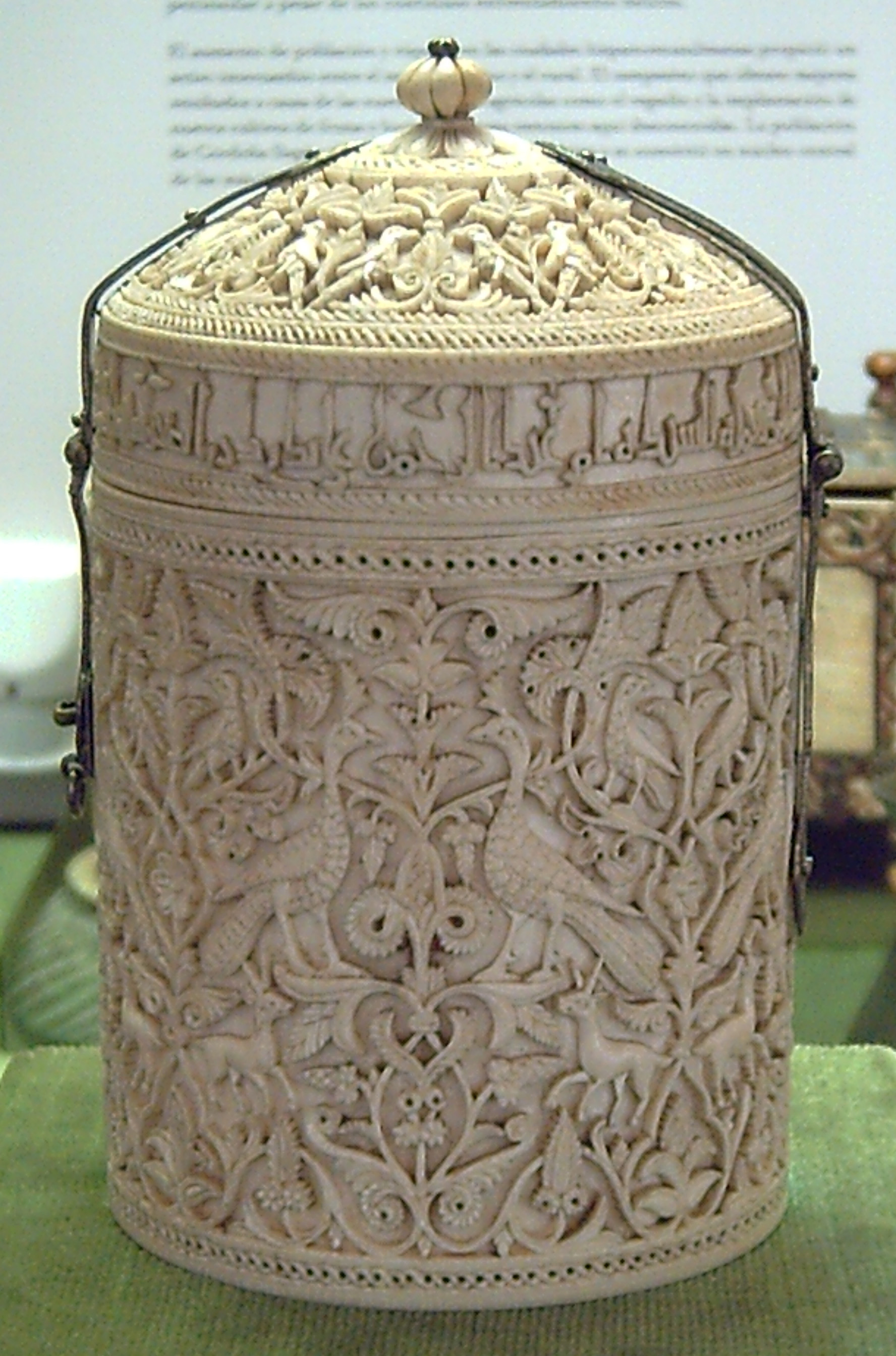
O ', um presente dum alto funcionário a Subh por ocasião do nascimento do seu primeiro filho

Levada cativa para Córdova, a capital do califado ibérico, quando era uma criança pobre, foi criada na cultura árabe-islâmica, tendo adquirido vastos conhecimentos em várias áreas, nomeadamente em artes, pois o califa tinha um grande fascínio por todos os âmbitos do saber. Teve formação em todos os saberes das jawari (escravas cantoras), que geralmente incluíam, além de canto, Fiqh} (direito islâmico), poesia e tradições, "para poder conversar com os alfaquis, poetas e tradcionalistas, respetivamente". Fisicamente, é descrita como uma mulher loira e bela, do tipo preferido dos andalusinos.
Em 962 deu à luz o seu primeiro filho, Abderramão, o que a tornou a favorita do califa, pois a criança assegurava a sucessão do trono. Como sinal de agradecimento pelo nascimento do filho, o califa deu-lhe o título de "Um ualade" (Umm al-Walad; "mãe do filho"), e ofereceu-lhe ricos presentes e  terras, as quais, contudo, na prática eram do Estado. Um dos presentes foi o chamado Bote de Zamora ("Frasco de Zamora") — também chamado Píxide de Zamora — uma pequena caixa esculpida em marfim, oferecido por um alto funcionário à mãe do primeiro filho do califa. Em 965 teve outro filho — Hixame ibne Aláqueme (ʿHisham ben al-Ḥakam). Nessa altura, todo o poder já considerável de Subh devia-se ao seu ascendente sobre o califa por ser a mãe dos seus dois únicos filhos. O pequeno Abderramão morreu em 970, o que fez com que o seu irmão Hixame se tornasse o novo herdeiro do trono. Como integrante do harém, Aurora tinha a sua vida muito restringida, como era habitual no califado, mas graças à tolerância do califa e como recompensa por lhe ter dado dois filhos varões, ocasionalmente podia deambular fora da Medina Azara, vestida de homem e usando um nome masculino, dado por Aláqueme II, que além disso lhe dava constantemente presentes e a rodeava de atenções. Segundo lendas posteriores, na realidade Aláqueme seria homossexual, razão pela qual não tinha descendentes, pois não tinha relações sexuais com as mulheres do seu harém, daí Subh costumar vestir-se de efebo seguindo a moda de Bagdade e usar o nome masculino de Chaʿfar,Yaʿfar ou Djafar para ganhar o afeto e seduzir Aláqueme.

## Relação com Almançor
Corria o ano de 967 quando a vida de Subh se cruzou com a do jovem árabe relativamente humilde de origem iemenita Abu Maomé ibne Abi Amir Almaafiri, que depois seria conhecido como Almançor. A vascona tinha ficado sem intendente para administrar os bens dos seus filhos, os príncipes herdeiros, pelo que pediu a ao hájibe Jafar Almuxafi que procurasse um. Refira-se que nem Subh nem os seus filhos possuíam o quer que fosse a título pessoal; ela era uma escrava que tinha sido comprada e posteriormente casada com Aláqueme. Por serem menores, os filhos eram incapazes de administrar os seus bens. Subh sabia que que para manter a sua posição e assegurar o trono para os seus filhos precisava de funcionários eficientes e influentes além de recursos a seu favor. Por outro lado, Almuxafi não queria que um cargo tão importante fosse parar às mãos de um eslavo e nessa altura Abu Amir trabalhava nos escritórios do cádi Maomé ibne al-Salim, onde se tinha tornado notado pela sua eficácia e austeridade.
O cádi recomendou o prometedor jovem e este foi aceite, instalando-se no palácio a 27 de fevereiro de 967. Uma vez no cargo, Abu Amir procurou aceder aos círculos palacianos e atrair ou seduzir Subh. Graças à proteção desta, o novo intendente iniciou a sua carreira fulgurante, tendo adicionado ao seu cargo o de supervisor da casa da moeda ainda nesse ano, tesoureiro e curador de sucessões em 968, cádi de Sevilha e Niebla em 969 e, finalmente, administrador da casa do príncipe herdeiro em 11 ou 14 de julho de 970, tendo juntado uma grande fortuna nesse período.
Havia boatos que, ao mesmo tempo que Abu Amir ganhava o apoio de Subh e do harém oferencendo dinheiro e presentes requintados, acabou por tornar-se amante de Subh. Diz-se que, desconcertado e furioso com a proximidade entre ambos, Aláqueme teria dito — «É um mago  ou apenas um lacaio inteligente? Embora tenham todo o ouro do mundo, as mulheres do meu harém não têm olhos senão para os seus dons: ele domina os seus corações e só ele parece satisfazê-las. Tremo quando penso no que está nas suas mãos!».
Quando o protegido de Subh foi nomeado saíbe daa xurta sahib al-shurta (ou as-surta al-wusta, algo como comandante da polícia), em 972, tornou-se um dos políticos mais importantes do califado andalusino, em aliança estreita com o hájibe. Um ano depois, quando o general eslavo Galibe ibne Abderramão foi enviado pelo califa para esmagar uma revolta berbere no Magrebe, foi dada a Almançor a missão de corromper com ouro os líderes locais, comprando a sua lealdade e obtendo a possibilidade de formar o seu próprio exército de mercenários. Ao regressar à Península Ibérica, Almançor recebeu o seu primeiro cargo militar: o comando das tropas mercenárias aquarteladas na capital.

## Sucessão de Aláqueme II
A 5 de fevereiro de 976, o califa Aláqueme, já idoso e doente, decidiu assegurar o trono para o seu filho, ordenando aos seus funcionários um juramento de lealdade. Mas quando morreu, em 1 de outubro do mesmo ano, dois fatas (eunucos) eslavos (saqalibas) — Faique Anizami e Chaudar — propem ao irmão do defunto, Almuguira (Abu Almutarrife Almuguira), que assumisse o trono, com a condição de aceitar Hixame como seu herdeiro. Justificavam este plano com a pouca idade de Hixame, que tinha apenas 11 anos, o que na prática o impedia desempenhar adequadamente o cargo de califa. Se Almuguira aceitasse, os saqalibas teriam a sua posição na corte andalusina melhorada e o hájibe Almuxafi seria exonerado. Este último deu a entender que aceitava a proposta, mas imediatamente depois convocou os notáveis do palácio e atemorizou-os com as alegadamente previsíveis consequências para o que lhes iria acontecer se Almuguira fosse califa. Todos decidiram então assassinar o príncipe para assegurar que o jovem Hixame fosse coroado.
Almançor foi encarregado de eliminar o pretendente e entrou na residência de Almuguira, acompanhado de tropas da guarnição da capital, e enforcou-o diante as mulheres do seu harém. A 8 de outubro de 976 teve lugar a (bayʿa) (coroação) de Hixame, que governaria sob a regência do poderoso hájibe Almuxafi e tendo como vizir Almançor; tudo com o apoio da mãe, a "grande princesa". Para evitar reações dos saqalibas, que constituíam uma fação poderosa do exército, os conspiradores não foram executados, mas Chaudar foi obrigado a demitir-se e Faique foi desterrado.

## Regime amirida

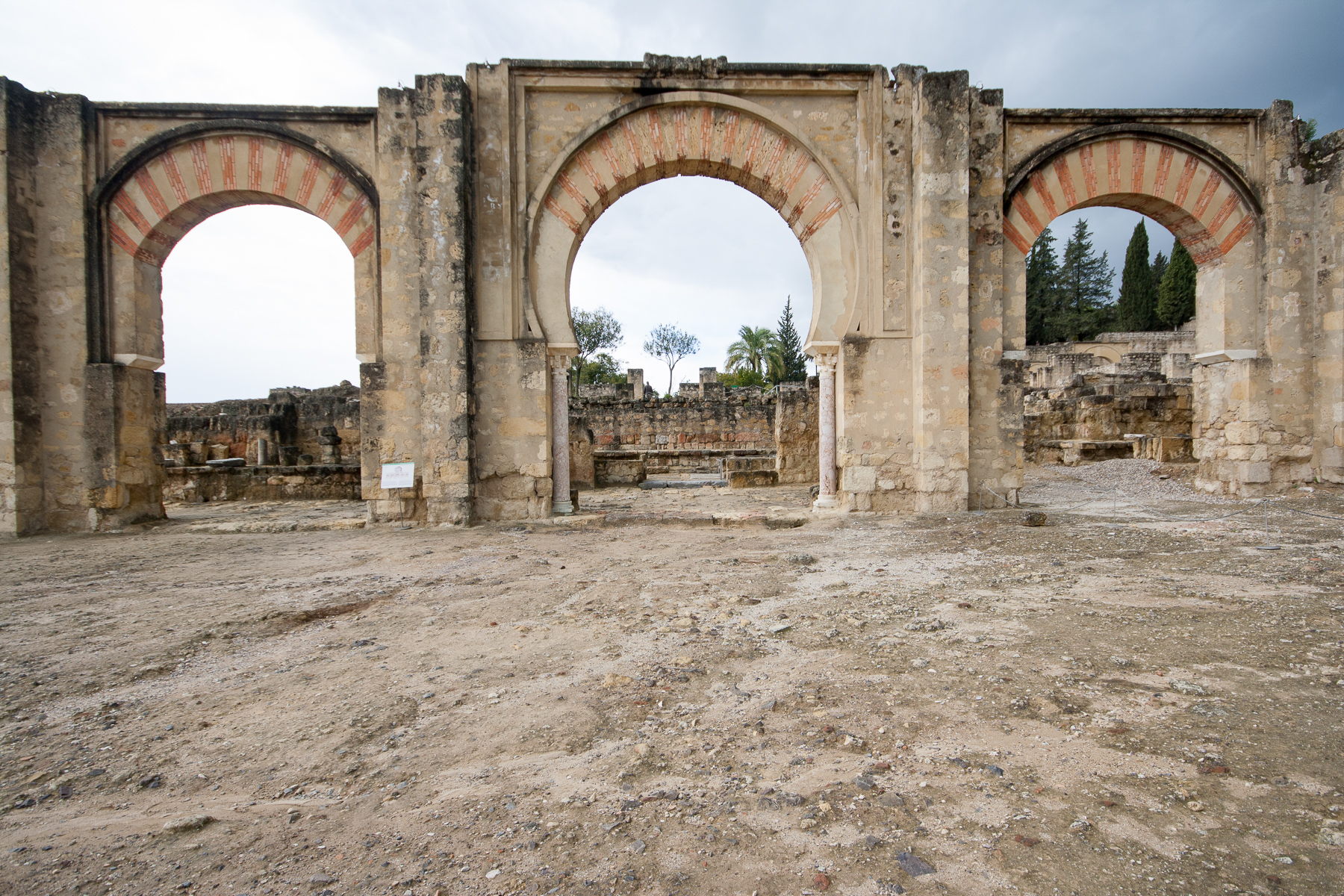
Ruínas da Medina Azara, onde Subh viveu a maior parte da sua vida

Sendo uma mulher culta, inteligente e ativa, Subh tornou-se o principal suporte do poder amirida (de Abu ʿAmir, ou seja, Almançor) durante vinte anos. Almançor submeteu rapidamente toda a oposição pró-omíada e colocou o exército sob o seu comando pessoal, levando Córdova ao auge do seu poerio político-militar. Abu Amir depressa compreendeu que um exército profissional, mercenário e bem pago, era a chave do poder. Para justificar a sua posição, neutralizou os reinos cristãos do norte peninsular, os seus rivais muçulmanos do Magrebe e as intermináveis tentativas separatistas, apresentando-se como um campeão muçulmano da jiade e impulsionando fortemente um riquíssimo mercado de escravos graças às suas razias.
O ambicioso Abu Amir não se conformou o segundo lugar na hierarquia cordovesa e ao constatar como o califa estava a ser afastado — tanto por ser uma criança como pelas teias do poder, as mesmas que garantiam a sua permanência no trono — compreendeu que o poder de facto ficaria nas mãoes dum general com o apoio do exército para obter a obediência dos súbditos. Por isso procurou o apoio do general Galibe, com quem comandou várias razias no Reino de Leão para conseguir popularidade entre as massas cordovesas. O hájibe Almuxafi tentou desesperadamente agradar o general eslavo casando o seu filho com a filha de Galibe, mas na sua cidade palaciana de Medina Alzahira Almançor conspirou habilmente com Subh o cancelamento do contrato de casamento, acabando por ser ele a casar com a filha do general a 1 de janeiro de 978. Finalmente, a 29 de março Almuxafi e os seus filhos foram presos e os seus bens confiscados. O infeliz hájibe morreu na prisão cinco anos depois e Almançor foi nomeado hájibe. Subh pensou ter encontrado um bom protetor para o seu filho, sem perceber que tinha contribuído para nomear um amo indiscutível para Córdova. Até vinte anos depois de Hixame ter subido ao trono Subh não se deu conta que Almançor se relacionava com o filho dum modo muito prejudicial a este último.
No entanto, sucederam-se novas conspirações, em parte instigadas pelos injuriosos rumores sobre a verdadeira natureza de Almançor e Subh. Em 979 foi descoberta uma vasta conjura em que Chaudar estava envolvido, que acabou por ser executado; o único resultado foi o endurecimento do regime. Depois da  Batalha de Torrevicente [es] (981), que valeu Abu Amir o seu epíteto de Almançor (al-Manṣūr; "o Vitorioso") e na sequência da qual Galibe morreu de causas naturais, o hájibe deixou de ter rivais internos graças à sua associação com Subh.[carece de fontes?]
Ao contrário dos reinos cristãos, no califado islâmico não havia uma separação de poderes. O califa era simultaneamente o chefe máximo religioso, jurídico e civil, o que resultava num frágil equilíbrio de poderes, que só podia ser sustentado com a existência dum exército poderoso, que no caso andalusino, eram formado por voluntários jiadistas, mercenários desejosos de obterem bons pagamentos e soldados escravos comprados. Devido a esta situação, à semelhança do que se passou em Bagdade e que rapidamente aconteceria no Cairo, os comandantes militares foram adquirindo um poder tal que na prática suplantava o dos califas reinantes. O califado tendia a ser uma ditadura militar devido à debilidade resultante da inexistência da separação das funções religiosas e seculares, concentradas na figura do soberano, e portanto o que Almançor e os seus partidários fizeram mais não foi do que uma busca dum solução duradoura para esse problema. O ditador amirida impôs uma separação prática de poderes: o claifa era o líder nominal e detinha o poder religioso, mas concedia a um rei o poder civil e militar. Isto levaria a uma oposição determinada dos setores legitimistas, que várias vezes conspirariam para restabelecer o poder que por direito pertencia ao califa — que na realidade estava anulado e encerrado no seu palácio.

## Rutura com Almançor e morte
Entre 996 e 998 ocorreu a wahsa (rutura) entre Subh e Almançor, pois a primeira começou a conspirar como tantos outros tinham feito antes, ao ver como o seu filho era afastado de todas as funções inerentes ao seu título. Tudo começou quando Almançor, dando-se conta da ilegitimidade da sua autoridade e a fragilidade jurídica do seus cargo, decidiu reforçar o seu poder modificando as leis. Decidiu fundar abertamente a sua própria dinastia e afastar oficialmente o califa dum cargo religioso. Em 991 nomeou hájibe e caide supremo o seu filho predileto, Abedal Maleque, e em 992-993 ordenou que os documentos oficiais levassem o seu selo em vez do selo do califa e que o seu nome fosse mencionado depois do de Hixame II em todas as orações nas mesquitas andalusinas. Assim, entre 991 e 996 foram-se acumulando razões para a rutura entre os dois influentes personagens.
Subh receava que o seu filho, que não tinha descendentes, fosse definitivamente destituído e procurou formar uma fação que se opusesse a Almançor. Porém, o plano do ditador continuava a ser que o débil Hixame desempenhasse um papel nominal, mas cometeu o erro de deixar de lado a mãe do califa como fazia com o próprio soberano. Com a ajuda de alguns saqalibas leais, subornou os guardas do tesouro califal, roubando 80 000 dinares, que fez transportar numa centena de cântaros, ocultos debaixo de mel, marmelada e fruta. Posteriormente, na primavera de 996, juntamente com o prefeito da capital, tirou o dinheiro de Córdova, com o objetivo de financiar uma revolta que pusesse fim ao regime almirida. Esta seria encabeçada pelo caide do Magrebe em 997. Almançor decidiu então transladar o tesouro califal para o seu próprio palácio, uma manobra da qual se encarregou o filho Abedal Maleque, pois o pai tinha adoecido. Depois obrigou Hixame a assinar um documento no qual delegava todos os poderes temporais aos amiridas. Assim nasceu uma nova dinastia e Almançor tomou oficialmente os títulos de sayyid (saíde; "senhor") e málik karim ("nobre rei") em 998. Subh foi obrigada a abandonar a corte. Morreu em 11 de dezembro de 999, deixando ainda mais vulnerável o seu filho às maquinações de Almançor.
Mais tarde, Almançor comandou, juntamente com Abedal Maleque e o general de Medinaceli, Aluadi, uma campanha militar contra o conspirador magraua Ziri ibne Atia, caide do Magrebe, que se opunha à forma como o califa era tratado. O rebelde viu-se obrigado a ir para o deserto e Abedal Maleque permaneceu algum tempo em Fez, atuando como uma espécie de vice-rei de Marrocos. Ziri submeteu-se em 999, juntamente com numerosos clãs, alguns deles leais ao governo fatímida de Cairuão. Após a pacificação ter tido êxito, Abedal Maleque e al-Wadih voltaram para Córdova e continuaram muito próximos de Almançor até à morte deste em 1002.